# Starchiojd
Starchiojd is een Roemeense gemeente in het district Prahova.
Starchiojd telt 4484 inwoners.